# 武田一顯
武田一顯（たけだ かずあき、1966年9月18日 - ）は、TBSテレビ出身のジャーナリスト・ドキュメンタリー映画監督。TBSラジオの国会担当記者時代に国会を長らく取材していたことから、「国会王子」という異名で知られた。

## 経歴
成城学園中学校・高等学校から早稲田大学第一文学部中国文学専修に進学。中学校への在学中に、漢文の教師から中国語の勉強を勧められたことがきっかけで、中国の文化に関心を持つようになったという。大学在学中の1988年に香港の香港中文大学へ1年間留学。大学卒業後の1991年、テレビ・ラジオ分社化前の東京放送（TBS）に入社。T放送記者を志望していたが営業部へ配属。1993年に報道局でカメラマンを務めた後、1994年から1998年まで3年半、特派員として北京に赴任した。赴任期間の終了を機に日本へ帰国すると、東京都庁担当記者を経て、1999年より国会記者を担当。その傍ら、年に数回は中国に渡って取材していた。一時は、TBSと同じJNN・JRN加盟局の毎日放送が制作するテレビ・ラジオ番組にも、コメンテーターとして定期的に出演していた。2018年7月にTBSグループ内の人事異動でTBSテレビの営業局に配属されてからは、首都圏以外のケーブルテレビ局向けの番組販売に携わっていた。正確な時期は不明だが、後にTBSテレビの報道局へ異動。局内で編集長を務めるかたわら、「元・TBS記者」「元・JNN北京特派員」と称してトークイベントや毎日放送の番組へ随時登場しているほか、署名記事を『デイリー新潮』や『Yahoo!ニュース』に寄稿することもある。2021年には、斡旋収賄罪容疑での逮捕・収監歴を持つ中村喜四郎（当時は立憲民主党所属の衆議院議員）の政治家人生に迫ったドキュメンタリー映画『完黙　中村喜四郎～逮捕と選挙～』を松原由昌と共同で監督。初めての監督作品で、翌2022年の春に「TBSドキュメンタリー映画祭2022」への参加作品として劇場公開を果たしている。局外を取材する機会がTBSラジオの記者時代に比べて大幅に減っていたことなどを背景に、2023年6月30日付でTBSテレビを退社。退社後はフリーランスのジャーナリストとして、中国関連の取材に軸足を置いている。

## 人物
「国会王子」というニックネームが付いたきっかけは、政治・政局関連の話題で『BATTLE TALK RADIO アクセス』への出演を続けるうちに、女性リスナーから呼ばれたことによる。同番組では、宮崎哲弥、上杉隆と「政局観察三人委員会」を結成していた。2009年11月10日には、初の著書『ドキュメント政権交代 自民党崩壊への400日』を河出書房新社から刊行。惹句に「国会王子」を入れた書籍で、売上部数が3万部を突破するなど、政治ノンフィクション本としては異例のベストセラーを記録した。
趣味は剣道、乗馬(障害馬術)、料理、囲碁。ペットにトイプードルを飼っている。既婚。

## 現在の主な活動

### テレビ
- よんチャンTV（毎日放送） 
  - TBSラジオ国会担当記者からの異動後（2021年3月29日）に放送を開始した関西ローカル向けの報道・情報番組。2022年11月から、中国や台湾の政治・外交に関するニュースを取り上げる際に「TBS（所属）の元・JNN北京特派員」という肩書で解説を随時担当している。
  - TBSテレビからの退社後も、「ジャーナリストで元・TBS記者」という肩書で出演。2023年10月からは、金曜日の「ニュース解説者」としてレギュラー陣へ加わるとともに、「武田一顕の刮目（かつもく）して見よ!」という冠企画を任されている。
  - 兵庫県知事選にて斉藤元知事が「ほぼ確実に落選します」発言で炎上。
- サンデーウォッチ（RKB毎日放送・不定期）
- とびっきり!しずおか（静岡朝日テレビ・不定期）

### トークイベント
- 小西克哉×武田一顕のニュースさかさメガネ　- 国会担当記者時代の2010年8月から、「ロフトプロジェクト」が運営するライブハウスで定期的に開催されている有料公開制のトークライブ。有料のインターネット向け動画ライブ配信と連動していて、記者職からの異動後も「元・TBS記者」という肩書で出演している。

## TBSラジオ記者時代の出演番組

### TBSラジオ

#### 異動直前までの担当番組
いずれも不定期。
- ネットワークTODAY
- 森本毅郎・スタンバイ!
- 大沢悠里のゆうゆうワイド - 主に「ゆうゆう政経塾」。2009年11月23日にはスタジオゲストとして登場。
- 荒川強啓 デイ・キャッチ! - 2011年6月16日には、ダブルデイキャッチャーとしてスタジオに登場。 2013年8月5日・2015年7月28日には、夏季休暇の荒川強啓に代わりパーソナリティーを務める。
- 土曜朝イチエンタ。堀尾正明+PLUS!
- 爆笑問題の日曜サンデー - 「ラジオサンデージャポン」のニュース解説。2011年6月以降は同日の『サンデージャポン』（後述）と共に出演することが多かった。
- 荻上チキ・Session-22

#### 放送終了番組・ゲスト出演・特別番組
- ストリーム - 小西克哉と松本ともこがパーソナリティを務めていた生ワイド番組で、前述したトークライブと同名のコーナー（「ニュースさかさメガネ」）へ主に出演。2009年3月11日には、「コラムの花道」のゲストとして登場した。
- 夜な夜なニュースいぢり X-Radio バツラジ
- ライムスター宇多丸のウィークエンドシャッフル（2007年11月10日・11月17日放送分） - 「土曜日の実験室」のゲストとして登場。
- ドキュメント中国 ～その光と影～（2008年1月1日）
- 文化系トークラジオ Life SPINOFF「ドキュメント中国リミックス ～毒ギョーザだけじゃない！中国の今～」（Podcast配信限定）
- メキキの聞き耳（2009年12月01日） - 「民主主義と日本人」
- 小島慶子 キラ☆キラ (2009年11月27日） - 「水道橋博士ペラ☆ペラ」のゲストとして登場。
- ニュース年録2009　池上彰のこれがニュースだ!（2009年12月31日）
- BATTLE TALK RADIO アクセス
- 麻衣的亜州電波〜Mai's Asian Wave〜（2010年12月19日）
- 鈴木おさむ 考えるラジオ（2011年9月3日）
- ザ・トップ5（2012年1月10日）
- ニュース探究ラジオ Dig
- 大沢悠里のゆうゆうワイド土曜日版（2017年3月25日）

### MBSラジオ
- RadioNews たね蒔きジャーナル（2009年10月21日・11月18日・12月10日）

### TBSテレビ
- サンデージャポン（2010年1月17日から不定期出演） - 2010年はスタジオゲストやVTRでのコメントで出演。2011年6月以降は、準レギュラー格で頻繁に出演していた。

### MBSテレビ
- ちちんぷいぷい（2014年4月 - 2017年6月） - 第1部（HBCとの同時ネットパート）で中央政界関連の話題を扱う場合に、「TBSラジオ政治記者」という肩書で、TBSの本社に隣接した赤坂Bizタワー内の毎日放送東京支社スタジオからの生中継や毎日放送本社（大阪市北区）内のスタジオへ随時出演。当時のレギュラーアナウンサーであった大吉洋平が東京都内で国政関係の取材を受け持つ場合に、取材へ同行することもあった。
- VOICE（2016年4月 - 2017年6月） - 『ちちんぷいぷい』に続いて出演する場合と、スタジオコメンテーターとして当番組にのみ出演する場合があった。
- 激突!選挙スタジアム2016 ぷいぷい×VOICE（TBS制作・全国ネットの第24回参議院議員通常選挙開票特別番組） - 『ちちんぷいぷい』と『VOICE』の共同企画として関西ローカル向けに差し替えたパートで、大吉と共に毎日放送東京支社からの生中継へ出演。

### BS11デジタル
- INsideOUT（2009年11月25日）

## 著作
- ドキュメント政権交代 自民党崩壊への400日（河出書房新社、2009年、ISBN 978-4-309-24496-9）

## 監督として制作した映画
- 完黙　中村喜四郎～逮捕と選挙～（2022年）